# Blauwbaardhelmkolibrie
De blauwbaardhelmkolibrie (Oxypogon cyanolaemus) is een vogel uit de familie der kolibries (Trochilidae). De vogel werd in 1880 door twee Britse vogelkundigen geldig beschreven. Het is een ernstig bedreigde, endemische vogelsoort in Colombia.

## Kenmerken
De vogel is 11,2 tot 12,7 cm lang. Het is een middelgrote kolibrie met een opvallende kuif en afhangende keelveren die als het ware een baard vormen. De kuif is voornamelijk wit. Over de kop lopen aan weerszijden brede, verticale streep van de kruin tot de borst. Rondom het oog is de vogel bruin. De keelveren tussen de brede witte strepen hebben bij volwassen vogels een paarsblauwe kleur, omzoomd door smalle witte strepen.

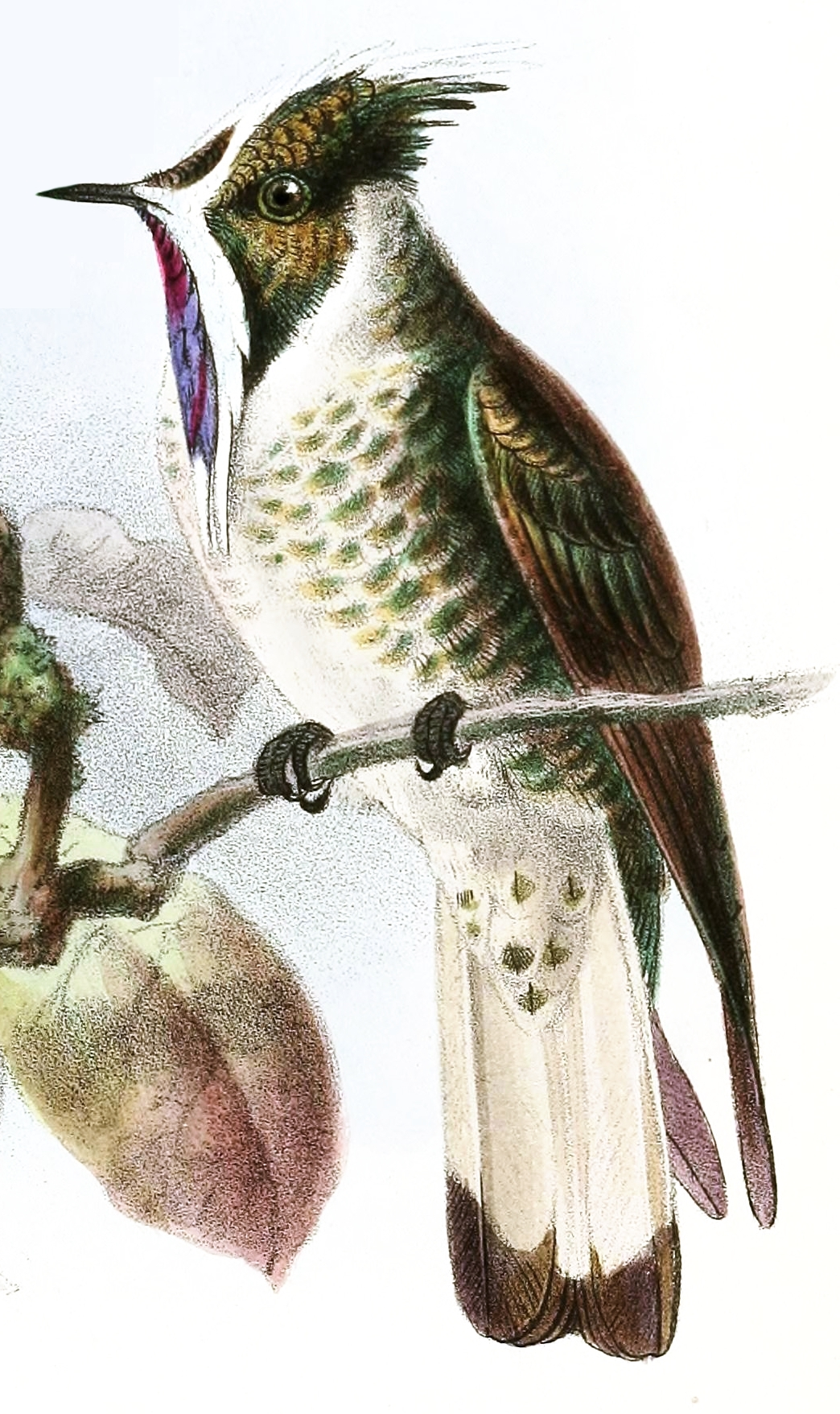
Illustratie uit Ibis 1880 van John Gerrard Keulemans.
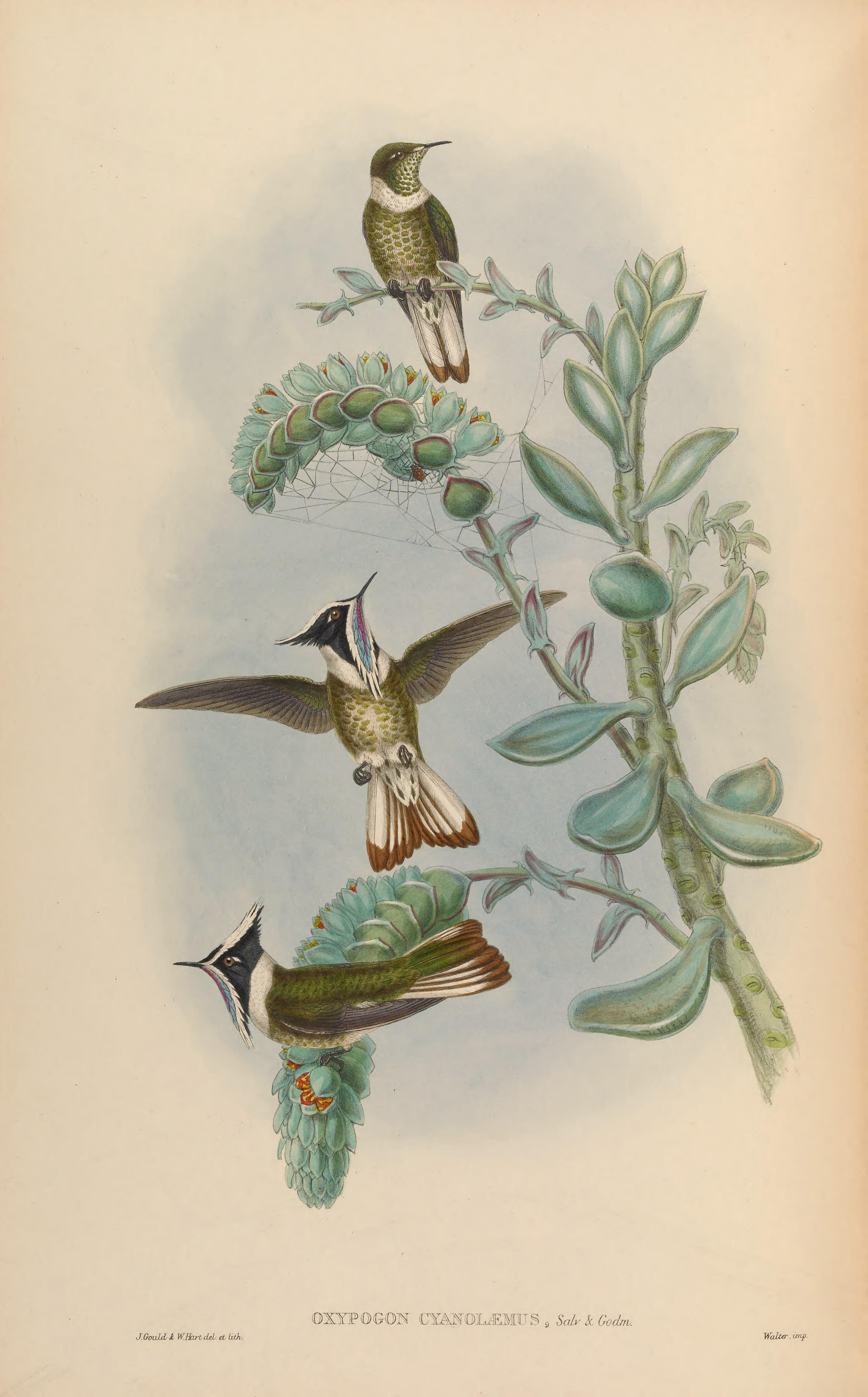
Illustratie uit A monograph of the Trochilidae (1880) van John Gould (ornitholoog).

## Verspreiding en leefgebied
De blauwbaardhelmkolibrie is endemisch in de Sierra Nevada de Santa Marta in Colombia. Ze leven daar in het hooggebergte tussen de 3400 en 4040 meter boven zeeniveau, in rotstig terrein met bloemrijk struikgewas met epifyten en mossige páramo met plantensoorten uit het geslacht Espeletia.

## Status
De blauwbaardhelmkolibrie heeft een beperkt verspreidingsgebied en daardoor is de kans op uitsterven aanwezig. Tussen 1946 en een herontdekking van drie levende, wilde exemplaren in maart 2015, waren er geen bevestigde waarnemingen. De grootte van de populatie werd in 2016 door BirdLife International geschat op 50 tot 250 volwassen individuen en de populatie-aantallen nemen af door habitatverlies. Het leefgebied wordt aangetast door het bewust afbranden van struikgewas en ontbossing waarbij natuurlijke vegetatie wordt omgezet in gebied voor beweiding met rundvee en varkens en het sprokkelen van hout door de plaatselijke bevolking. Om deze redenen staat deze soort als ernstig bedreigd op de Rode Lijst van de IUCN.